# Дребкау
Дребкау (нім. Drebkau) — місто в Німеччині, розташоване в землі Бранденбург. Входить до складу району Шпре-Найсе.
Площа — 142,94 км2. Населення становить 5508 ос. (станом на 31 грудня 2020).

## Демографія
- Динаміка населення з 1875 року в сучасних кордонах (Синя лінія: населення; Пунктир: відносна порівняльна динаміка населення землі Бранденбург; Сірий фон: період Третього рейху; Помаранчевий фон: період НДР)
- Динаміка населення (синя лінія) і прогнози

## Галерея

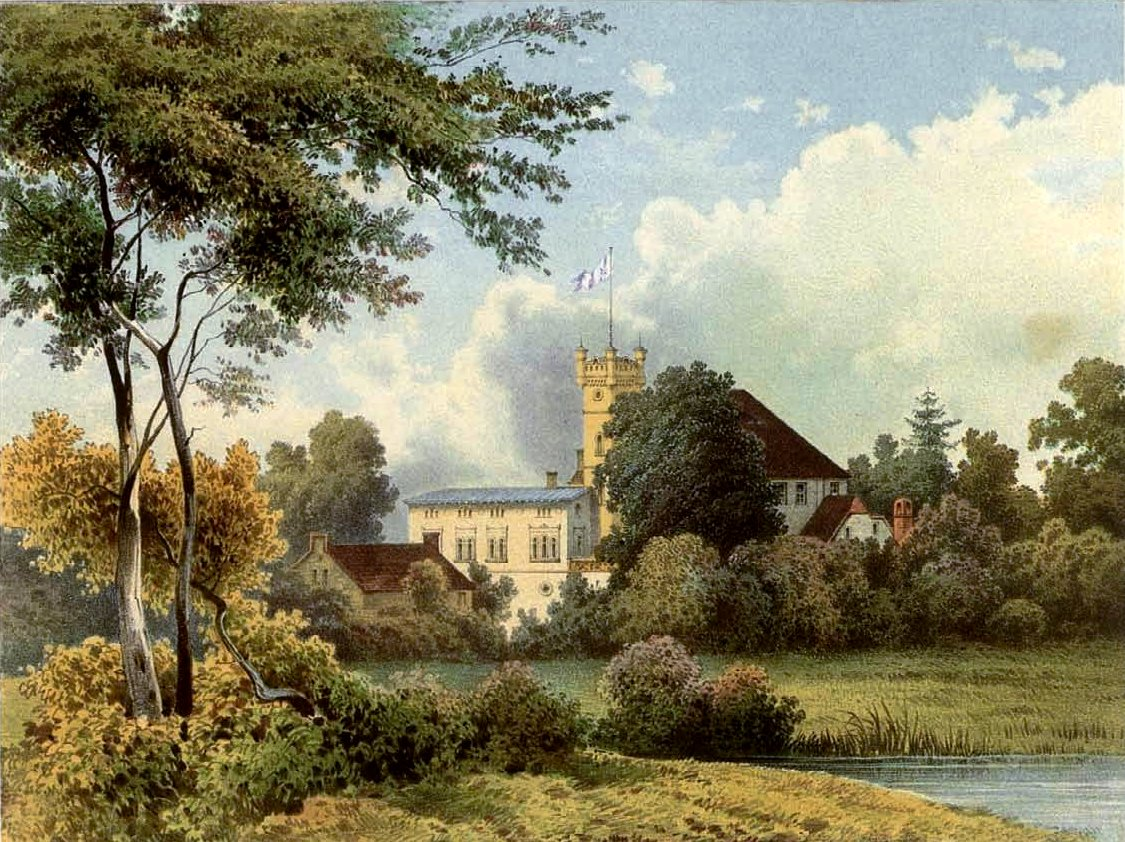
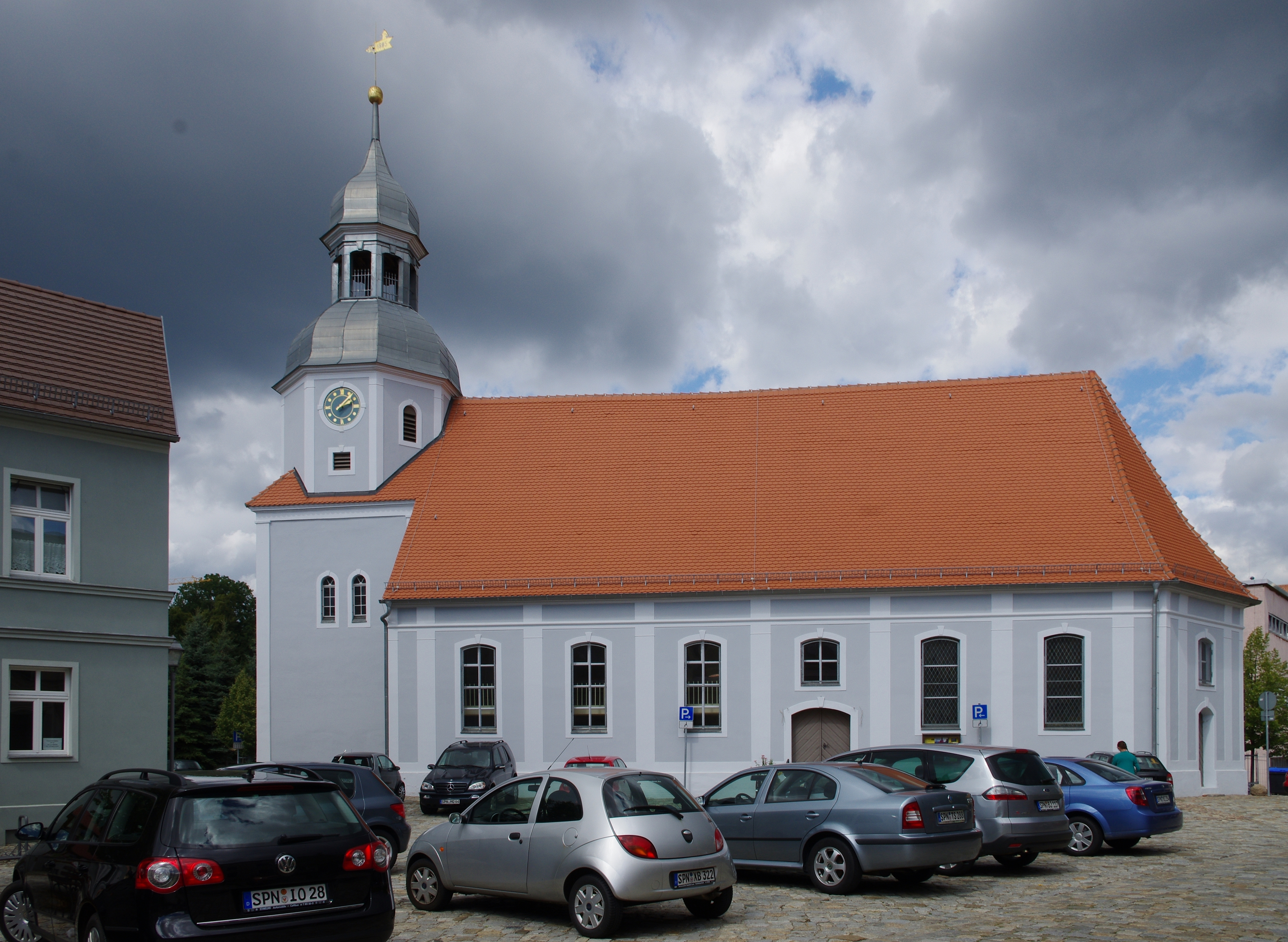
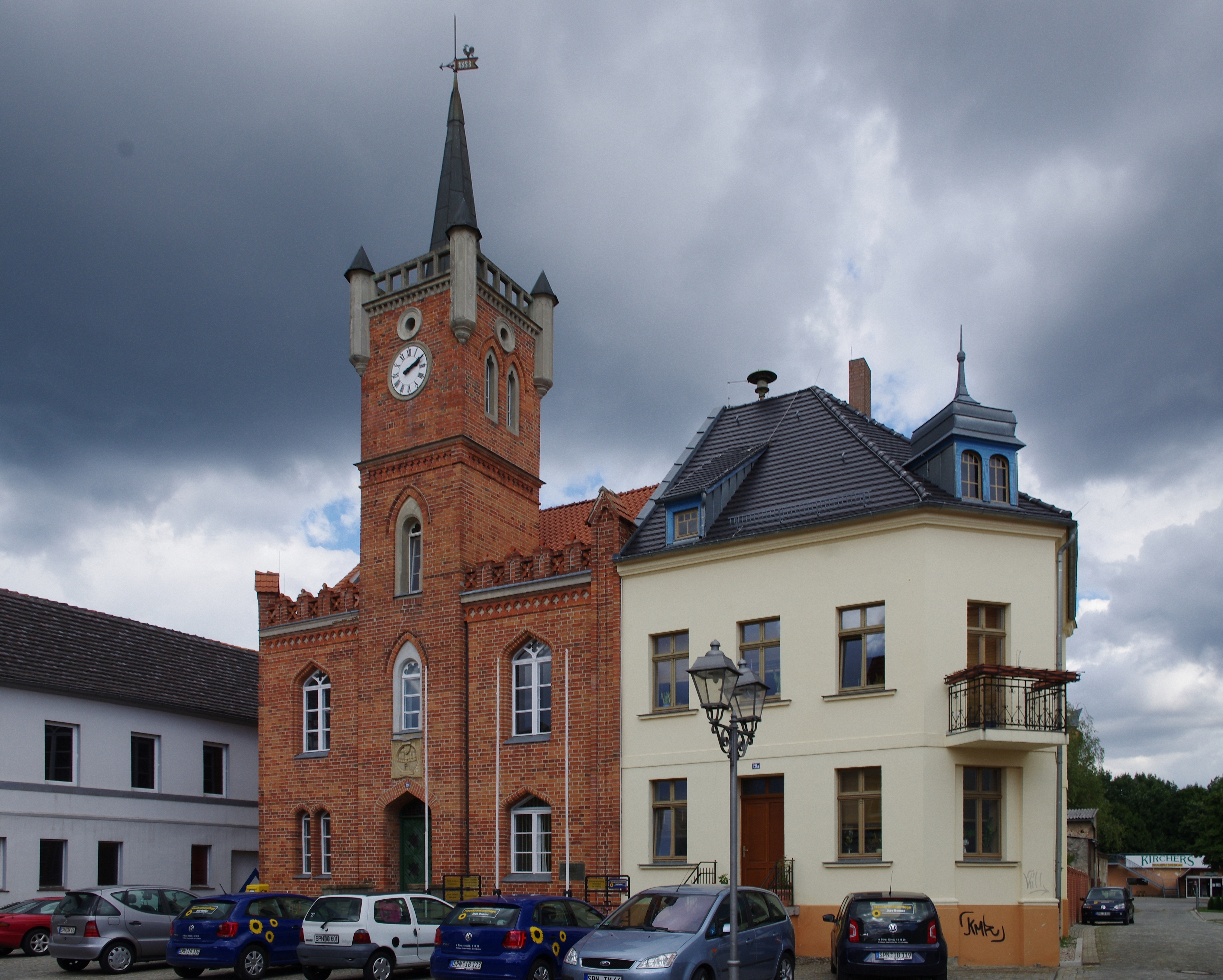
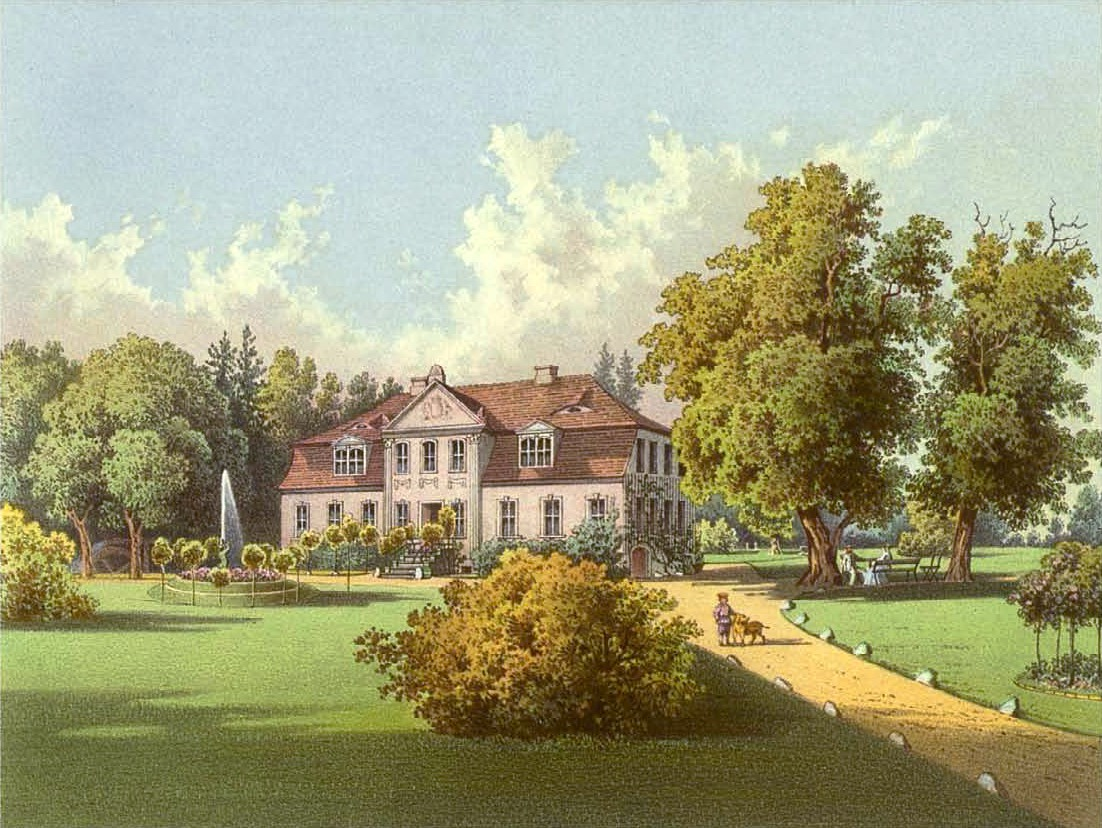
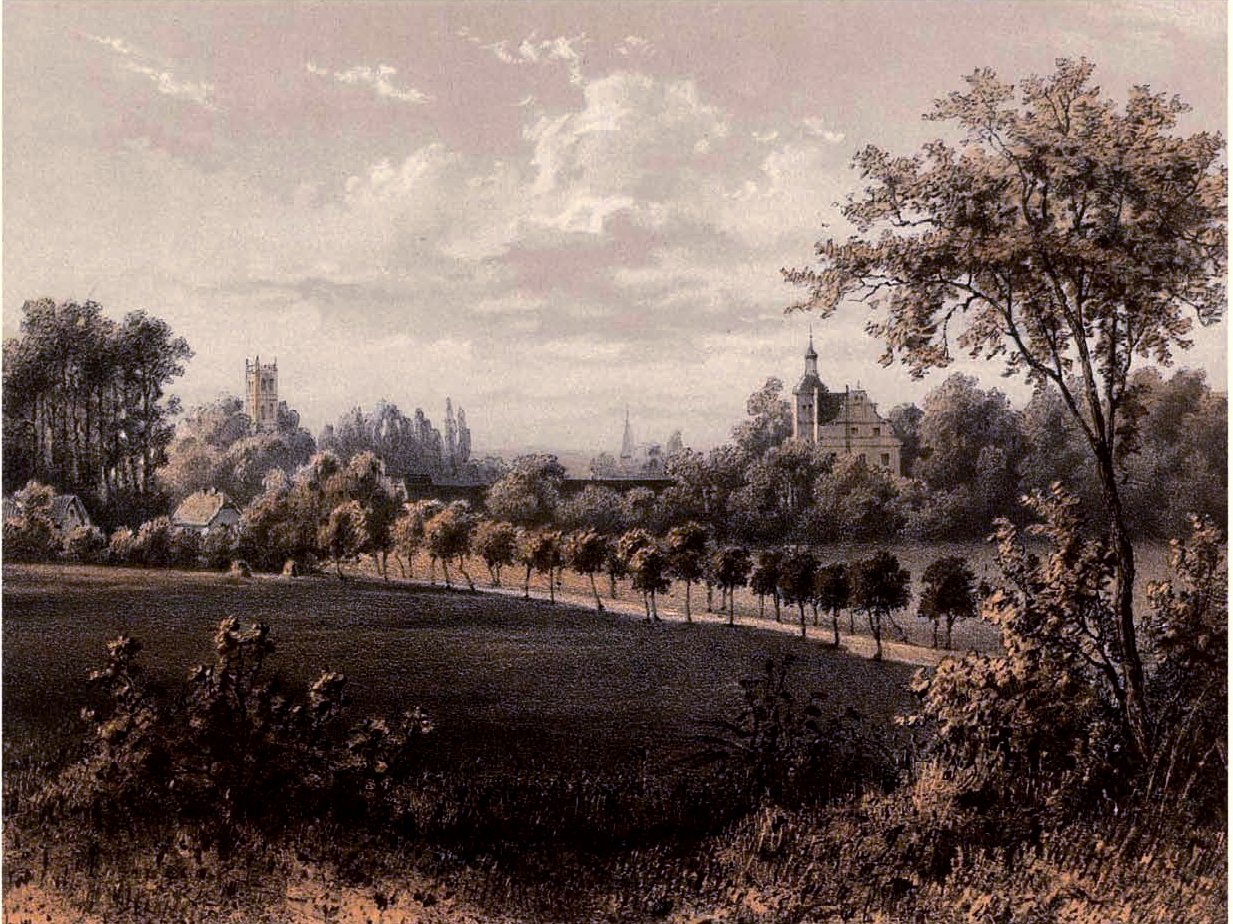
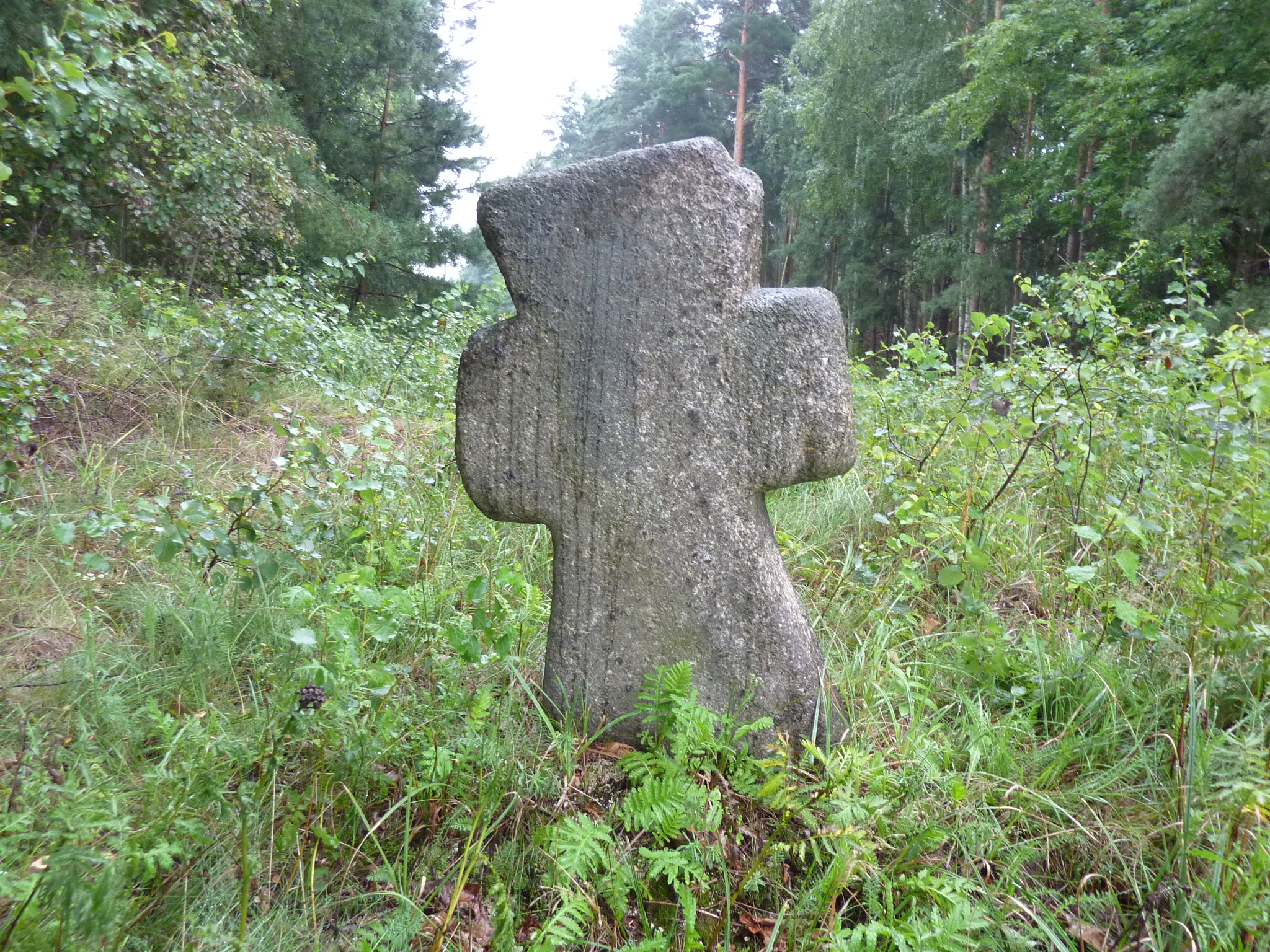